# Джованни Боккаччо
Джова́нни Бокка́ччо (итал. Giovanni Boccaccio; 1313[…], Флоренция, Флорентийская республика[…] — 21 декабря 1375[…], Чертальдо, Флорентийская республика[…]) — итальянский писатель и поэт, представитель литературы эпохи Раннего Возрождения. Писал на итальянском и латинском языках. Наряду с Данте и Петраркой оказал существенное влияние на развитие европейской культуры.
Автор поэм на сюжеты античной мифологии («Фьезоланские нимфы», «Тезеида»), психологической повести «Элегия мадонны Фьямметты» (1343, опубликована в 1472), пасторалей, сонетов. Его главное произведение — «Декамерон» (1350—1353, опубликовано в 1470), книга новелл, проникнутых гуманистическими идеями, духом свободомыслия и антиклерикализма, неприятием аскетической морали, жизнерадостным юмором, раскрывающая многоцветную панораму нравов итальянского общества.

## Биография
Незаконный сын флорентийского купца Боккачино да Челлино и француженки. Семейство его происходило из Чертальдо, почему он сам называл себя Боккаччо да Чертальдо. Уже в младенчестве он выказал решительную наклонность к поэзии, но на десятом году отец отдал его в обучение к купцу, который провозился с ним целых 6 лет и всё-таки принуждён был отослать его обратно к отцу ввиду неискоренимого отвращения молодого Боккаччо к купеческому занятию. Тем не менее, Боккаччо пришлось ещё 20 лет томиться над купеческими книгами в Неаполе, пока отец окончательно не потерял терпения и позволил ему изучать каноническое право. Только после смерти отца (1348) Боккаччо получил возможность вполне отдаться своей склонности к литературе. Во время своего пребывания при дворе неаполитанского короля Роберта он подружился со многими учёными того времени, в число его близких друзей, в частности, входил известный математик Паоло Дагомари, снискал расположение молодой королевы Иоанны и дамы Марии, его вдохновительницы, описанной им потом под именем Фьямметты.
Дружба его с Петраркой началась ещё в 1350 году в Риме и продолжалась до самой смерти последнего. Петрарке он обязан тем, что расстался со своей прежней разгульной и не совсем целомудренной жизнью и стал вообще требовательнее к самому себе. В 1349 году Боккаччо окончательно поселился во Флоренции и неоднократно избирался своими согражданами для дипломатических поручений. Так, в 1350 году он был посланником при Остасио да Полента в Равенне; в 1351 году его отправили в Падую, чтобы возвестить Петрарке об отмене приговора о его изгнании и уговорить его занять кафедру во Флорентийском университете. В декабре того же года он получил поручение к Людвигу V Бранденбургскому, сыну Людвига IV Баварского, испросить у него помощи против Висконти. В 1353 году он был послан к Иннокентию VI в Авиньон для переговоров о предстоящем свидании последнего с Карлом IV и позже к Урбану V. С 1363 года он поселился в маленьком имении в Чертальдо, живя на скудные средства и совершенно зарывшись в своих книгах. Там же он схватил долговременную болезнь, от которой медленно оправлялся. Его стараниями флорентийцы, некогда изгнавшие своего великого гражданина Данте, учредили особую кафедру для объяснения поэмы последнего, и эта кафедра была поручена в 1373 году Боккаччо. Смерть Петрарки так сильно огорчила его, что он заболел и 17 месяцев спустя, 21 декабря 1375 года, умер. Незадолго до кончины Боккаччо сочинил эпитафию на свою могилу: «Под этим камнем лежат прах и кости Иоанна, душа его предстает Богу, украшенная трудами земной жизни. Отцом его был Боккаччо, родиной — Чертальдо, занятием — священная поэзия». Виднейший гуманист того времени Колюччо Салютати, недовольный лаконичностью эпитафии, оставленной великим поэтом, добавил: «Тысячи трудов всенародно славят тебя: никогда ты не будешь забытым». В списке[каком?] «важнейших творений» Салютати не назвал «Декамерон».
Памятник Боккаччо, поставленный на Сольферинской площади в Чертальдо, открыт 22 июня 1879 года. В честь Боккаччо назван кратер на Меркурии.

### Гуманистическая деятельность
Боккаччо был первым гуманистом и одним из наиболее учёных людей Италии. У Андалоне дель Негро он изучал астрономию и целых три года содержал в своём доме калабрийского грека Леонтия Пилата, большого знатока греческой литературы, чтобы читать с ним Гомера. Подобно своему другу, Петрарке, он собирал книги и собственноручно переписал очень многие редкие рукописи, которые почти все погибли во время пожара в монастыре Санто-Спирито (1471). Он воспользовался своим влиянием на современников, чтобы возбудить в них любовь к изучению и знакомству с древними. Его стараниями во Флоренции была основана кафедра греческого языка и греческой литературы. Один из первых он обратил внимание общества на жалкое состояние наук в монастырях, которые считались их хранителями. В монастыре Монте-Кассино, самом знаменитом и учёном во всей тогдашней Европе, Боккаччо нашёл библиотеку запущенной до такой степени, что книги на полках были покрыты слоями пыли, у одних рукописей были выдраны листы, другие были изрезаны и исковерканы, а, например, чудные рукописи Гомера и Платона были исчерчены надписями и богословской полемикой. Там он узнал, что монахи выдирают из манускриптов листы пергамента и, соскабливая старый текст, изготовляют псалтыри и амулеты, зарабатывая на этом.

## Творчество

### Сочинения на народном языке
К ранним сочинениям Боккаччо (неаполитанского периода) относятся: поэмы «Филострато» (ок. 1335), «Тезеида» (ок. 1339-41), роман «Филоколо» (ок. 1336-38), основанные на сюжетах средневековых романов. Более поздние произведения (флорентийского периода): «Фьезоланские нимфы» (1345), навеянные «Метаморфозами» Овидия, «Амето» и повесть «Элегия мадонны Фьямметты» (1343). Вершина творчества Боккаччо — «Декамерон» (1348—1351) — роман в прозе, содержащий 10 стихотворений в жанре баллаты (танцевальной песни).
На итальянском языке также написаны «Тезеида» («La Teseide», перв. изд., Феррара, 1475), первая попытка романтического эпоса в октавах; «Любовное видение» («Amorosa visione»); «Филоколо» («Filocolo»), роман, в котором сюжет заимствован из древнефранцузского романа о Флуаре и Бланшефлор; «Фьяметта» («L’amorosa Fiammetta», Падуя, 1472), трогательная история душевных страданий покинутой Фьяметты; «Ameto» (Венеция, 1477) — пасторальный роман в прозе и стихах; «Филострато» («Il Filostrato», изд. 1480), поэма в октавах, изображающая историю любви Троила и Крессиды; повесть «Корбаччо» («Corbaccio», создана около 1355–1365, изд. 1487; смысл названия неясен), по форме представляющая собой видение, а по содержанию – резкий памфлет, направленный против женщин.

### Латинские сочинения
Боккаччо — автор ряда исторических и мифологических сочинений на латинском языке. В их числе энциклопедический труд «Генеалогия языческих богов» (De genealogia deorum gentilium) в 15 книгах, первая редакция которого относится к 1360 году, трактаты «О горах, лесах, источниках, озёрах, реках, болотах и морях» (De montibus, silvis, fontibus, lacubus, fluminibus, stagnis seu paludibus et de nominibus maris), написанный в 1355—1357 годах, и «О несчастиях знаменитых людей» (De casibus virorum et feminarum illustrium) в 9 книгах, первая редакция которого датируется примерно 1360 годом. Его биографический сборник «О знаменитых женщинах» (De claris mulieribus), начатый около 1361 года, включает в себя 106 женских биографий — от Евы до королевы Джованны Неаполитанской.

### Боккаччо о Данте
Данте Боккаччо посвятил два сочинения на итальянском языке — «Малый трактат в похвалу Данте» («Trattatello in laude di Dante»; точное название — «Origine vita e costumi di Dante Alighieri», первая редакция — 1352, третья — до 1372) и незавершённый цикл лекций о «Божественной Комедии».
Первое сочинение заключает в себе биографию поэта, более похожую на роман и апологию, чем на историю; второе заключает в себе комментарий на «Божественную комедию», доведённый только до начала 17-й песни ада.

### Декамерон
Главным произведением Боккаччо, обессмертившим его имя, был его прославленный и ославленный «Декамерон» (10-дневные рассказы) — собрание 100 повестей, рассказанных обществом из 7 дам и 3 мужчин, которые во время чумы переселились в деревню и там коротали время этими рассказами. «Декамерон» написан частью в Неаполе, частью во Флоренции, и содержание его Боккаччо черпал или из древнефранцузских «Fabliaux», или из «Cento novelle antiche» (Bologna, nelle case di Gerolamo Benedetti, 1525), а также из современных поэту событий. Рассказы изложены изящным, лёгким языком, поражающим богатством слов и выражений, и дышат жизненной правдой и разнообразием. Боккаччо использовал целый набор схем и приёмов. В них изображены люди всяких состояний, всякого возраста и характера, самые разнообразные приключения, начиная с самых весёлых и смешных и кончая самыми трагическими и трогательными.
«Декамерон» переведён почти на все языки (в том числе, русский перевод А. Н. Веселовского, М., 1891), из него черпали вдохновение многие писатели и больше всех Шекспир.

### Список произведений
неаполитанский период:
- 1334, эротическая поэма «Охота Дианы» (La caccia di Diana)
- ок. 1336-38, роман «Филоколо» (Filocolo)
- ок. 1335-40, поэма «Филострато» (Filostrato)
- ок. 1339-41, поэма «Тезеида» (Teseida delle nozze di Emilia)

флорентийский период:
- 1341-42, пасторальный роман «Амето» (Comedia delle ninfe fiorentine; Ninfale d’Ameto; Ameto)
- начало 1340-х, аллегорическая поэма «Любовное видение» (Amorosa visione)
- 1343-44, повесть «Фьяметта» (Elegia di Madonna Fiammetta; Fiammetta)
- 1345, поэма «Фьезоланские нимфы» (Ninfale fiesolano)
- 1350-е: «Декамерон» (Decameron), прозаический роман с поэтическими вставками
- 1354—1355, сатирическая поэма против женщин «Корбаччо» («Il corbaccio о labirinto d’amore»)
- ок. 1360, книга «Жизнь Данте Алигьери» («Малый трактат в похвалу Данте», «Trattatello in laude di Dante»; точное название — «Origine vita е costumi di Dante Alighieri», первая редакция — 1352, третья — до 1372)
- Цикл лекций о «Божественной Комедии» (Argomenti in terza rima alla Divina Commedia), незавершён
- Трактат «О горах, лесах, источниках, озёрах, реках, болотах и морях» («De montibus, silvis, fontibus, lacubus, fluminibus, stagnis seu paludibus et de nominibus maris», начат около 1355—1357, лат. яз.
- «Генеалогия языческих богов» в 15 книгах (De genealogia deorum gentilium, первая редакция около 1360, лат. яз.
- «О несчастиях знаменитых людей» (De casibus virorum et feminarum illustrium, первая редакция около 1360, в 9 книгах, лат. яз.
- «О знаменитых женщинах» (De claris mulieribus, начат около 1361) включает в себя 106 женских биографий
- Буколические песни (Bucolicum carmen)
- Сонеты
- Письма

## Издания
Первое издание его, так наз. «Deo gratias», вышло без обозначения года и места, второе в Венеции в 1471 г., оба in folio и теперь крайне редки. ЭСБЕ называл лучшими изданиями Боккаччо следующие: Поджиали (Ливорно, 1789—90, 4 т.); «Ventisettana» (Флоренция, 1827); критическое издание Биаджоли, с историко-литературным комментарием (Париж, 1823, 5 т.); Уго Фосколо (Лондон, 1825, 3 т., с историческим введением); Фанфани вместе с «Annotazioni dei Deputati» (3 т., Флоренция, 1857); карманное издание напечатано в «Biblioteka d’autori italiani» (т. 3 и 4, Лейпциг). «Opere complete» Боккаччо изданы (Флоренция, 17 т. 1827).
Обозрение изданий Боккаччо находится в книге Пассано «I novellieri italiani in prosa» (Турин, 1878).
Многие книги Боккаччо иллюстрировал в конце XV века французский придворный миниатюрист Робине Тестар.

## Рецепция в музыке
Стихи Боккаччо впервые были положены на музыку уже в период Ars nova: Лоренцо Флорентийский написал на его тексты одноголосную баллату «Non so qual i’ mi voglia» и двухголосный мадригал «Come in sul fonte fu preso Narciso», Никколо Перуджийский — двухголосный мадригал «O giustizia regina al mondo freno», текст которого приписывает Боккаччо средневековая рукопись I-PAp Parm.1081. В XVI веке интерес музыкантов к поэзии Боккаччо возродился с новой силой. На его стихи писали произведения разных жанров Якоб Аркадельт, Доменико Феррабоско, Джованни Палестрина, Орландо Лассо, Сиджизмондо д'Индия и другие композиторы.